# Honeymoon (album)
Honeymoon – czwarty długogrający album studyjny amerykańskiej piosenkarki Lany Del Rey.
Został wydany 18 września 2015 roku, przez UMG Recordings. Lana Del Rey rozpoczęła planowanie projektu dwa miesiące po wydaniu jej trzeciego albumu studyjnego  Ultraviolence (2014), ostatecznie decydując się na całkowicie nową płytę. Lana Del Rey wyprodukowała Honeymoon z długoletnimi współpracownikami Rickiem Nowelsem i Kieronem Menzies. Krytycy muzyczni wystawili pozytywną opinię albumowi.

## Lista utworów
| Nr  | Tytuł utworu                    | Tekst                                        | Produkcja                       | Długość |
| --- | ------------------------------- | -------------------------------------------- | ------------------------------- | ------- |
| 1.  | „Honeymoon”                     | Lana Del Rey, Rick Nowels                    | Del Rey, Nowels, Kieron Menzies | 5:50    |
| 2.  | „Music to Watch Boys To”        | Del Rey, Nowels                              | Del Rey, Nowels, Menzies        | 4:50    |
| 3.  | „Terrence Loves You”            | Del Rey, Nowels                              | Del Rey, Nowels, Menzies        | 4:50    |
| 4.  | „God Knows I Tried”             | Del Rey, Nowels                              | Del Rey, Nowels, Menzies        | 4:40    |
| 5.  | „High by the Beach”             | Del Rey, Nowels, Menzies                     | Del Rey, Nowels, Menzies        | 4:17    |
| 6.  | „Freak”                         | Del Rey, Nowels                              | Del Rey, Nowels, Menzies        | 4:55    |
| 7.  | „Art Deco”                      | Del Rey, Nowels                              | Del Rey, Nowels, Menzies        | 4:55    |
| 8.  | „Burnt Norton (Interlude)”      | T.S. Eliot, Keefus Ciancia                   | Del Rey, Nowels, Menzies        | 1:21    |
| 9.  | „Religion”                      | Del Rey, Nowels                              | Del Rey, Nowels, Menzies        | 5:23    |
| 10. | „Salvatore”                     | Del Rey, Nowels                              | Del Rey, Nowels, Menzies        | 4:41    |
| 11. | „The Blackest Day”              | Del Rey, Nowels                              | Del Rey, Nowels, Menzies        | 6:05    |
| 12. | „24”                            | Del Rey, Nowels                              | Del Rey, Nowels, Menzies        | 4:55    |
| 13. | „Swan Song”                     | Del Rey, Nowels                              | Del Rey, Nowels, Menzies        | 5:23    |
| 14. | „Don't Let Me Be Misunderstood” | Bennie Benjamin, Gloria Caldwell, Sol Marcus | Del Rey, Nowels, Menzies        | 3:01    |
|     |                                 |                                              |                                 | 1:05:06 |

W utworze  „Terrence Loves You" wykorzystano sample z utworu Davida Bowie „Space Oddity” z albumu o tym samym tytule.

## Skład
- Lana Del Rey – śpiew
- Rick Nowels – gitara, keyboard
- Kieron Menzies – perkusja, gitara basowa
- Patrick Warren – instrumenty klawiszowe
- Curt Bisquera – perkusja
- Brian Griffin – perkusja
- Leon Michels – instrumenty klawiszowe
- Derek "DJA" Allen – perkusja

## Notowania i certyfikaty
| Lista przebojów (2015)              | Najwyższa pozycja |
| ----------------------------------- | ----------------- |
| Australia (ARIA Charts)             | 1                 |
| Austria (Ö3 Austria Top 40)         | 4                 |
| Belgia (Ultratop Flandria)          | 2                 |
| Belgia (Ultratop Walonia)           | 2                 |
| Czechy (ČNS IFPI)                   | 6                 |
| Dania (Album Top-40)                | 7                 |
| Finlandia (Suomen virallinen lista) | 12                |
| Francja (SNEP)                      | 3                 |
| Hiszpania (PROMUSICAE)              | 4                 |
| Holandia (MegaCharts)               | 5                 |
| Irlandia (IRMA)                     | 1                 |
| Japonia (Oricon)                    | 100               |
| Kanada (Billboard Canadian Albums)  | 3                 |
| Korea Południowa (Gaon Chart)       | 45                |
| Niemcy (Media Control Charts)       | 4                 |
| Norwegia (VG-Lista)                 | 6                 |
| Nowa Zelandia (Recorded Music NZ)   | 2                 |
| Polska (OLiS)                       | 3                 |
| Portugalia (AFP)                    | 2                 |
| Stany Zjednoczone (Billboard 200)   | 2                 |
| Szwajcaria (Alben Top 100)          | 3                 |
| Szwecja (Sverigetopplistan)         | 3                 |
| Węgry (MAHASZ)                      | 14                |
| Wielka Brytania (OCC)               | 2                 |
| Włochy (FIMI)                       | 2                 |

| Kraj                     | Certyfikat         | Sprzedaż |
| ------------------------ | ------------------ | -------- |
| Francja (SNEP)           | złota płyta        | 50 000+  |
| Kanada (MC)              | platynowa płyta    | 80 000+  |
| Polska (ZPAV)            | 2× platynowa płyta | 40 000+  |
| Stany Zjednoczone (RIAA) | złota płyta        | 500 000+ |
| Wielka Brytania (BPI)    | złota płyta        | 100 000+ |